# Strata (koszykówka)
Strata jest błędem gracza ataku powodującą stratę posiadania piłki przez jego zespół i wejście w posiadanie piłki przez zespół obrony. Zespół obrony może wejść w posiadanie piłki: bezpośrednio (np. zabierając piłkę graczom ataku), w wyniku procedury naprzemiennego posiadania piłki będącego wynikiem jednoczesnego złapania piłki (ale nie przy zbiórce – wtedy przyznawana jest zbiórka) lub zza linii bocznej (np. po błędzie kroków). Strata jest przyznawana niezależnie czy piłka po zagraniu zostaje żywa czy staje się martwa. 
Nie jest stratą próba wykonania rzutu do kosza nawet, gdy piłka nie dotykając obręczy opuści boisko. Nie jest też stratą błąd podczas wykonywania rzutu wolnego niezależnie czy był popełniony przez gracza wykonującego rzut czy przez jego partnera z drużyny.
Straty nie zapisuje się, jeżeli zespół ponownie otrzyma posiadanie piłki w wyniku procedury naprzemiennego posiadania piłki w przeciwnej sytuacji stratę zapisuje się.
Strata może być wynikiem przewinienia osobistego, technicznego lub niesportowego wiążącego się ze stratą posiadania piłki. Ma to miejsce w przypadku każdego faulu ofensywnego. W przypadku przewinień technicznych, jeżeli w momencie ich popełnienia zespół był w ataku. W przypadku wszystkich fauli niegodnych sportowca, jeżeli faul taki został popełniony w ataku oznacza to dwie straty. Straty wynikłe z otrzymania przewinienia przez trenera lub ławkę zapisuje się jako straty zespołowe.
1. W przypadku straty będącej wynikiem podania należy przyjąć zasadę, że za podanie odpowiada podający. Stratę chwytającego należy zapisywać tylko w bezspornych przypadkach.
2. W przypadku błędu trzech sekund powodującego stratę piłki statystyk musi ocenić czy był wynikiem zagrania gracza pozostającego w polu trzech sekund czy też jego partnera posiadającego piłkę.
3. W przypadku błędu 5 sekund stratę zapisuje się graczowi z piłką. W przypadku błędu 8 sekund należy ocenić czy była to wina gracza będącego w posiadaniu piłki w momencie odgwizdania błędu czy też jego partnera wcześniej tę piłkę posiadającego. W szczególnych przypadkach można tę stratę zapisać w rubryce „zespół”.
4. W przypadku błędu 24 sekund. Strata może być wynikiem złego zagrania konkretnego zawodnika, jak też słabej postawy całej drużyny. Tu podobnie jak w przypadku błędu 8 sekund strata niekoniecznie musi zostać zapisana zawodnikowi będącemu w posiadaniu piłki w momencie odgwizdania błędu.
5. Jest stratą sytuacja, gdy gracz ataku nielegalnie dotyka piłki podczas rzutu „offensive goal tending” powodując jego anulowanie.
6. Nie jest stratą faul przy walce o zbiórkę, nawet jeżeli popełnił go gracz zespołu wykonującego rzut. Podobnie jest w sytuacji gdy gracz ataku poprzez zbyt szybkie wejście w pole 3 sekund powoduje powtórzenie rzutu wolnego.